# Перехрестя Міллера
Перехрестя Міллера (англ. Miller's Crossing) — американський фільм 1990 року братів Коенів. У 2005 році журнал «Тайм» визнав фільм «Перехрестя Міллера» одним зі 100 найвизначніших фільмів, знятих з моменту створення журналу. В 1990 році на міжнародному кінофестивалі в Сан-Себастьяні здобув премію в категорії «Найкраща режисура».

## Сюжет
Америка тридцятих років. Час сухого закону. Злочинні клани у будь-який момент готові розв'язати криваву війну за контроль над поставками нелегального алкоголю. Том Рейган — розумний і авторитетний злочинець, колишній радник одного з мафіозних босів. Він абсолютно аморальна, егоїстична і підла людина. Проте своїми неабиякими здібностями залишатися живим після найкрутіших розбірок викликає щирі симпатії. Він вміло балансує між двома, готовими у будь-який момент зірватися, бандами, намагаючись утримати їх від початку війни. Але довго так тривати не може, і у Тома виникають такі проблеми, від вирішення яких залежатимуть долі дуже багатьох людей.

## У ролях
| Актор                    | Роль                     |
| ------------------------ | ------------------------ |
| Гебріел Бірн             | Том Рейган               |
| Джон Туртурро            | Берні Бернбаум           |
| Альберт Фінні            | Лео                      |
| Марсія Ґей Гарден        | Верна                    |
| Джон Політо              | Джонні Каспар            |
| Дж.Е. Фрімен             | Едді Дан                 |
| Майк Старр               | Френкі                   |
| Аль Манчіні              | Тік-Так                  |
| Річард Вуд               | мер Дейл Левандер        |
| Томас Тонер              | О'Дул                    |
| Стів Бушемі              | Мінк                     |
| Маріо Тодіско            | Кларенс «Дроп» Джонсон   |
| Олек Крупа               | Тед                      |
| Майкл Джитер             | Адольф                   |
| Ленні Флаерті            | Террі                    |
| Жанетт Контомітра        | місіс Каспар             |
| Луїс Чарльз Монік III    | Джонні Каспар молодший   |
| Джон МакКоннелл          | поліцейський Брайан      |
| Денні Айелло III         | поліцейський Делаханті   |
| Гелен Джоллі             | кричуща леді             |
| Гільда МакЛін            | домовласниця             |
| Монте Старр              | гангстер в будинку Лео   |
| Дон Пікард               | гангстер в будинку Лео   |
| Сальваторе Х. Торнабене  | Руг Деніелс              |
| Кевін Дірі               | вуличний хлопчисько      |
| Майкл Бадалукко          | водій Каспара            |
| Чарльз Феррара           | дворецький Каспара       |
| Естебан Фернандез        | кузен Каспара            |
| Джордж Фернандез         | кузен Каспара            |
| Чарльз Ганнінг           | найманий вбивця          |
| Дейв Дрінкс              | найманий вбивця 2        |
| Девід Дарлоу             | посланник Лазарра        |
| Роберт Лабросс           | головоріз Лазарра        |
| Карл Руні                | головоріз Лазарра        |
| Джек Девід Гарріс        | людина з бомбою          |
| Джеррі Г'юїт             | син Ерін                 |
| Сем Реймі                | хихикаючий стрілець      |
| Джон Шнаудер мол.        | поліцейський з мегафоном |
| Золлі Левін              | рабин                    |
| Джої Анкона              | боксер                   |
| Білл Рей                 | боксер                   |
| Вільям Престон Робертсон | голос                    |
| Майкл П. Кехілл          | Casino Patron            |
| Шон Коллінз              | найманий вбивця 3        |
| Френсіс МакДорманд       | секретар мера            |

## Цікаві факти
- Ніагарський водоспад, куди Том саркастично пропонує вирушити Верні, прихопивши з собою Берні, на початку XX століття був традиційним місцем американців для весільної подорожі.
- З перегляду досить складно зрозуміти — в якому саме місті за сценарієм відбувається дія фільму. Назва газети, вивіска клубу (Shenandoah club) тощо мало прояснюють ситуацію. Фактично ж знімання проводили в Новому Орлеані, в якому Коени знайшли цілі квартали, які зберегли архітектуру зразка 1929 року.
- В епізоді, де Том входить до жіночої вбиральні, всіх дам (крім Верни) зіграли переодягнені в жіночий одяг чоловіки, у тому числі Альберт Фінні (Лео).
- Епізодичну роль у фільмі зіграв відомий режисер Сем Реймі, давній друг братів Коенів. Також епізодичну роль секретарки мера (у титрах не згадана) у фільмі зіграла дружина Джоела Коена Френсіс МакДорманд, яка знялася в багатьох фільмах Коенів.

## Саундтрек
| Список треків | Список треків                   | Список треків |
| #             | Назва                           | Тривалість    |
| ------------- | ------------------------------- | ------------- |
| 1.            | «Opening Titles»                | 1:53          |
| 2.            | «Caspar Laid Out»               | 1:57          |
| 3.            | «A Man And His Hat»             | 0:55          |
| 4.            | «King Porters Stomp»            | 2:09          |
| 5.            | «The Long Way Around»           | 1:39          |
| 6.            | «Miller's Crossing»             | 2:35          |
| 7.            | «After Miller's Crossing»       | 0:42          |
| 8.            | «Running Wild»                  | 3:06          |
| 9.            | «Rage Of The Dane»              | 0:05          |
| 10.           | «All A You Whores»              | 0:23          |
| 11.           | «Nightmares In The Trophy Room» | 1:37          |
| 12.           | «He Didn't Like His Friends»    | 0:24          |
| 13.           | «Danny Boy»                     | 4:05          |
| 14.           | «What Heart?»                   | 0:49          |
| 15.           | «End Titles»                    | 4:44          |
| 16.           | «Goodnight Sweetheart»          | 0:54          |
| 27:57         |                                 |               |